# Świna
Świna (tysk: Swine, pommersk: Swina) er et 16 km langt sund mellem de to øer Usedom og Wollin ved Polens østersøkyst nær den tyske grænse. Havnebyen Świnoujście (tysk: Swinemünde, på begge sprog lig med Świna/Swines munding) ligger på begge sider af Świna.
Świna danner Stettiner Haffs og floden Oders udløb i Østersøen. 75 % af Oder afvandes gennem Świna, 15% via Peenestrom og 10 % via Dziwna. Ved vedvarende nordenvind kan strømmen i Świna vende den modsatte vej, indad fra Østersøen, og der har derfor dannet sig et meget usædvanligt indadvendt delta ind mod Stettiner Haff.

## Historie
Swine blev uddybet og gjort sejlbar i 1729-1745. Preussen ville med det kostbare projekt skabe en alternativ sejlrute til Stettin. Byen måtte ellers betale svensk told af sejladsen gennem Peenestrom, der tilhørte Svensk Forpommern. Det Tyske kejserrige uddybede igen Swine i 1874-1880 og gravede kanalen Kaiserfahrt (i dag: Piastkanalen). Kanalen var en genvej fra den nordlige del af Swine direkte til Stettiner Haff og havnen i den vigtige industriby Stettin.
Swinemünde og begge sider af Swine blev efter 2. verdenskrig tildelt Polen.